# Константинополь (вілаєт)
41°00′49″ пн. ш. 28°57′18″ сх. д. / 41.013611111111° пн. ш. 28.955° сх. д.
Константинопольський вілаєт — вілаєт Османської імперії, що розташовувався на берегах Босфорської протоки. Утворений 1864 році з частини еялету Едірне. Припинив існування 1922 року з поваленням монархії та ліквідацією Османської імперії.

## Історія
У 1864 році в результаті реформи часів Танзимату з еялету Едірне було виокремлено Стамбуло, що перетворено на окремий вілаєт (за прикладом європейських держав). Спочатку на його чолі стояв забтіє-назирі (міністр поліції). У 1876 році з вілаєту Архіпелаг до складу Стамбульського вілаєту приєднано територію санджаку Біга.
У 1878 році після поразки в російсько-турецькій війні у селиці Сан-Стефано вілаєту Стамбула було підписано попередній мирний договір. Разом з тим вдалося зберегти вілаєт від окупації російськими військами. Того ж року було розділено посади забтіє-назирі та валі. З цього часу стали призначати цивільних губернаторів (тому низка дослідників з цього року рахує фактичне існування Стамбульського вілаєту).
У 1919 році після поразки Османської імперії у Першій світовій війні провінція стала базою для султанських військ та їх прихильників, що намагалися зберегти монархію. У 1920 році було окуповано грецькими військами. Втім за результатами греко-турецької війни у 1922 році вілаєт увійшов до складу Турецької республіки, проте сам Стамбул втратив столичний статус. Перетворено на провінцію Стамбул.

## Структура
Вілаєт складався з 4 санджаків:
- Стамбульський санджак мав 4 кази: Фатіх-Султан-Мехмед, Еюп, Картал, Кизиладалар.
- санджак Пера — 3 кази:, Пера, Галата, Єнікьой
- Ускюдарський санджак — 2 кази: Ускюдар, Бейкоз
- санджак Бююкчекмедже — 2 кази: Бююкчекмедже і Чаталджа.

## Населення
На 1914 рік нараховувалося 560 434 мусульманина, 205 752 — православних, 82 880 — вірних Вірменської Апостольської церкви, 52 126 — юдеїв. Загалом у вілаєті мешкало 909 978 осіб. У національному плані тут були представлені усі народи імперії, насамперед турки, греки, вірмени, албанці, черкеси, кримські татари, араби.